# Monumenti medievali in Kosovo

Mappa dei Monumenti Medievali in Kosovo

I Monumenti Medievali in Kosovo sono parte del Patrimonio dell'umanità. Comprendono quattro chiese ortodosse serbe e diversi monasteri che rappresentano l'influenza dell'architettura bizantina sullo stile romanico. L'incontro dei due modelli definì lo stile rinascimentale sotto la dinastia dei Paleologi. I monumenti, situati in territori contesi del Kosovo, furono costruiti durante il regno dei Nemanjić, la più importante dinastia della Serbia durante il Medioevo.
Nel 2004, l'UNESCO ha riconosciuto il Monastero di Dečani Patrimonio dell'Umanità per l'indiscutibile valore artistico. Due anni dopo, il sito UNESCO fu esteso ad altri luoghi di interesse tra cui altri tre monumenti religiosi: Monastero patriarcale di Peć, Nostra Signora di Ljeviš e il Monastero di Gračanica.
Quindi, il sito UNESCO "Monumenti medioevali in Kosovo", è attualmente composto da:
| Codice     | Nome                         | Posizione | Coordinate            | Anno di iscrizione |
| ---------- | ---------------------------- | --------- | --------------------- | ------------------ |
| 724-001    | Monastero di Dečani          | Dečani    | 42°32′48″N 20°16′18″E | 2004               |
| 724-002bis | Monastero patriarcale di Peć | Peć       | 42°39′40″N 20°15′56″E | 2006               |
| 724-003bis | Nostra Signora di Ljeviš     | Prizren   | 42°12′41″N 20°44′09″E | 2006               |
| 724-004bis | Monastero di Gračanica       | Pristina  | 42°35′54″N 21°11′36″E | 2006               |

Nel 2006, i Monumenti Medievali in Kosovo furono inseriti nell'elenco dei siti UNESCO in pericolo a causa dell'instabilità politica della regione e la conseguente difficoltà nella conservazione degli edifici stessi.

## Controversie UNESCO
Nel 2015 è stata avanzata la proposta di ammettere il Kosovo tra gli stati membri dell'UNESCO, possibilità che ha scatenato una serie di controversie in quanto l'ammissione dello stato, recentemente dichiaratosi indipendente, implicherebbe il riconoscimento della sua stessa autonomia dalla Serbia. 
La proposta è stata avanzata nell'ottobre del 2015 dal Comitato Esecutivo dell'UNESCO ma è stata respinta, per soli tre voti, dall'Assemblea Generale.
92 stati hanno votato a favore della richiesta, 50 si sono opposti mentre 29 si sono astenuti; tra i contrari, anche la Russia la quale non ha riconosciuto l'indipendenza del Kosovo. 
Una delle principali ragioni addotte dall'opposizione è stata il conflitto etnico che ha interessato il Paese nel 2004, conflitto durante il quale 35 chiese ortodosse furono gravemente danneggiate, inclusa la Chiesa di Nostra Signora di Ljeviš, oggi parte del patrimonio UNESCO.
Nei mesi precedenti, sia il Kosovo che la Serbia portarono avanti un'importante campagna di sensibilizzazione dell'opinione pubblica a favore della propria causa.
Da una parte, le autorità del Kosovo sottolinearono l'impegno da parte di tutto il Paese a difendere il patrimonio artistico, argomentazione avanzata in difesa delle accuse da parte dello Stato serbo di aver danneggiato importanti siti religiosi.
Isa Mustafa, già primo ministro del Kosovo, sottolinea "la positiva campagna che il Kosovo sta portando avanti" per il riconoscimento UNESCO dei suoi monumenti, screditando, al tempo stesso, le accuse rivolte dal Governo Serbo circa "una serie di attacchi che nulla hanno a che vedere con la realtà". Il Primo ministro ha inoltre specificato che la Chiesa Ortodossa Serba in Kosovo continuerà a beneficiare "della protezioni, dei diritti, privilegi e immunità" garantiti a livello internazionale dallo Stato del Kosovo.
D'altro canto Tomislav Nikolić, presidente della Serbia, ha postato un video su YouTube nel quale viene data testimonianza degli attacchi alle Chiese e ai monumenti storici del Paese.
A seguito del risultato negativo, Hashim Thaçi, vice primo ministro e ministro degli Esteri kosovaro, ha affermato che non è possibile bloccare il cammino intrapreso: "la maggioranza dei paesi del mondo ha votato a favore del Kosovo. Sfortunatamente per soli tre voti non abbiamo raggiunto la maggioranza necessaria. Durante la campagna, sia pubblica che confidenziale, durata negli ultimi dieci mesi, abbiamo dato il massimo ma hanno dato molto anche la gente del Kosovo e i nostri alleati. La strada intrapresa dal Kosovo non può essere bloccata e faremo richiesta per entrare in altre organizzazioni, oltre a riproporre ancora la candidatura all'Unesco".

## Aiuti internazionali
Nel 2010-2011 il governo della Federazione russa ha dato all'UNESCO 2 milioni di dollari per finanziare progetti di restauro dei monumenti del patrimonio mondiale dell'umanità situati nel territorio del Kosovo conformemente alla risoluzione del Consiglio di sicurezza delle Nazioni Unite №1244 e l'aiuto internazionale dell'Unesco nel restauro e la conservazione dei beni culturali danneggiati da atti di guerra, che comprende i quattro siti storici. Secondo il piano tutti i lavori di restauro sono stati completati nella prima metà del 2013.

## Galleria d'immagini

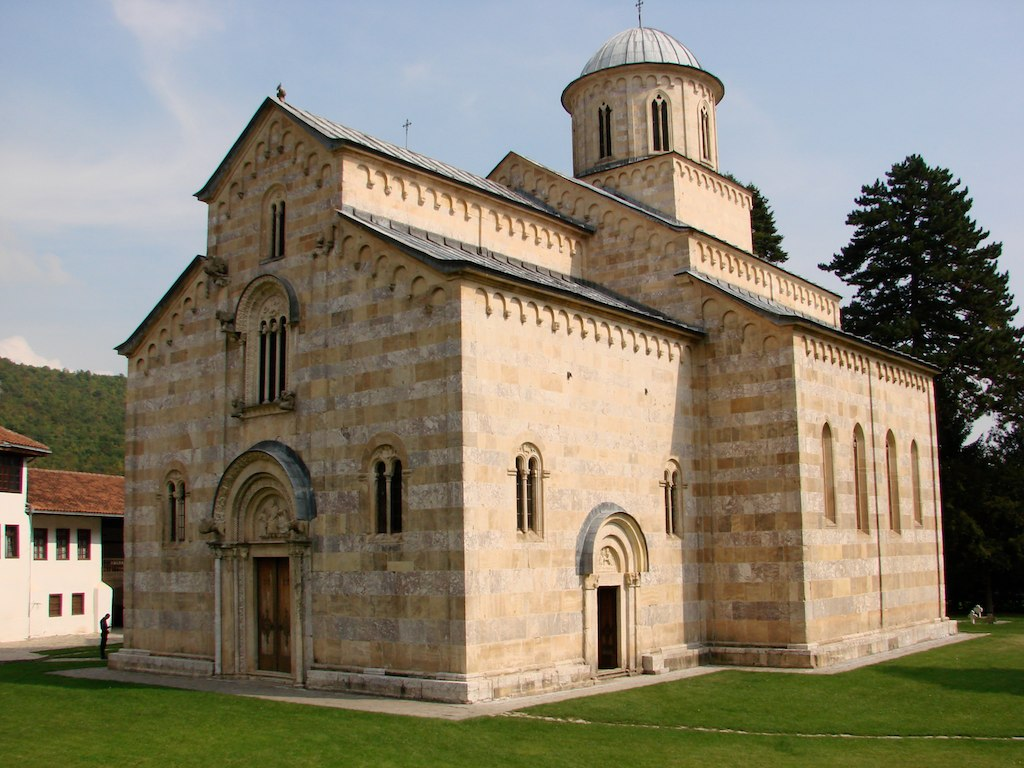
Visoki Dečani
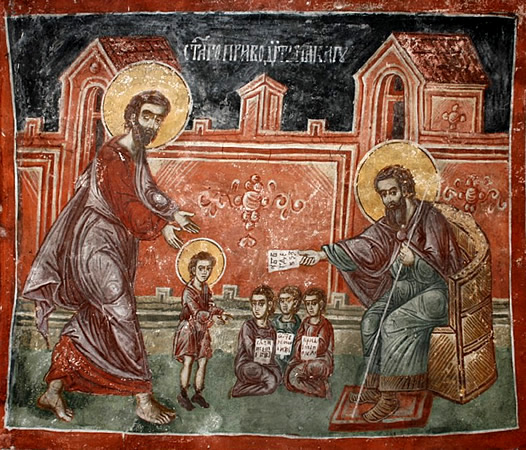
Monastero patriarcale di Peć
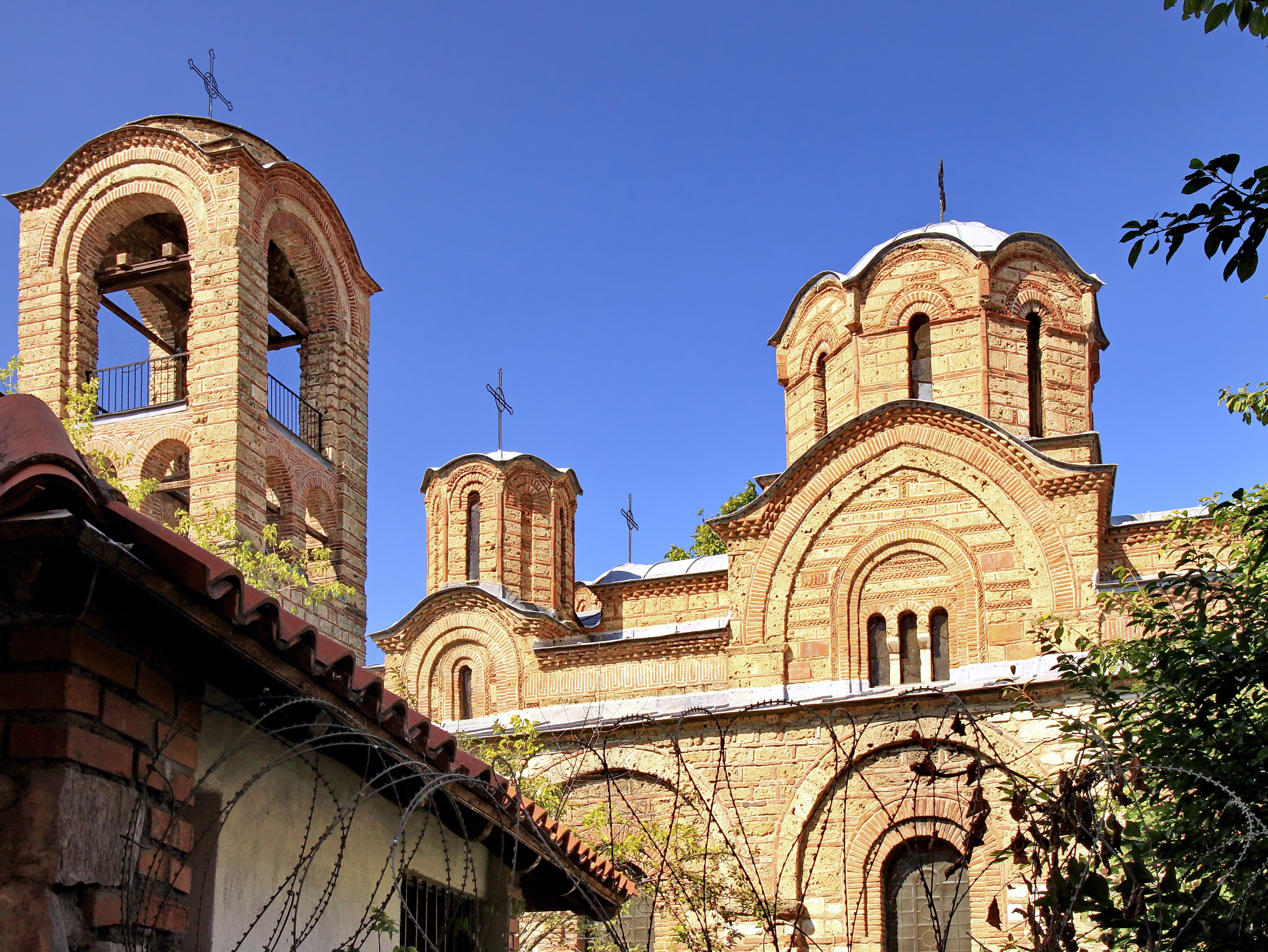
Nostra Signora di Ljeviš
Monastero di Gračanica